# Louzouer
Louzouer ist eine französische Gemeinde mit 246 Einwohnern (Stand: 1. Januar 2022) im Département Loiret in der Region Centre-Val de Loire. Sie gehört zum Arrondissement Montargis und ist Teil des Kantons Courtenay. Die Einwohner werden Oratoriens genannt.

## Geografie
Louzouer liegt etwa 71 Kilometer ostnordöstlich von Orléans. Nachbargemeinden von Louzouer sind Griselles im Norden und Nordwesten, La Selle-sur-le-Bied im Norden, Saint-Loup-de-Gonois im Nordosten, Courtemaux im Osten und Nordosten, Thorailles im Osten und Südosten, La Selle-en-Hermoy im Süden, La Chapelle-Saint-Sépulcre im Westen und Südwesten sowie Paucourt im Westen.

## Bevölkerungsentwicklung
| Jahr                       | 1962 | 1968 | 1975 | 1982 | 1990 | 1999 | 2006 | 2018 |
| Einwohner                  | 151  | 154  | 147  | 182  | 226  | 277  | 271  | 254  |
| Quellen: Cassini und INSEE |      |      |      |      |      |      |      |      |

## Sehenswürdigkeiten
- Menhir Pierre de Minuit
- Kirche Saint-Martin